# Schwimmeuropameisterschaften 2000
Die 25. Schwimmeuropameisterschaften fanden vom 28. Juni bis 9. Juli 2000 in Helsinki statt und wurden von der Ligue Européenne de Natation (LEN) veranstaltet. Die Athleten traten in den Wettbewerben Schwimmen, Kunst- und Turmspringen, Synchronschwimmen und Freiwasserschwimmen gegeneinander an.

## Beckenschwimmen

### Ergebnisse Männer
| Wettbewerb                 | Gold                                                                              | Gold     | Silber                                                                    | Silber   | Bronze                                                                                  | Bronze   |
| -------------------------- | --------------------------------------------------------------------------------- | -------- | ------------------------------------------------------------------------- | -------- | --------------------------------------------------------------------------------------- | -------- |
| 50 Meter Freistil          | Alexander Popow Russland                                                          | 21.95    | Pieter van den Hoogenband Niederlande                                     | 22.35    | Lorenzo Vismara Italien                                                                 | 22.38    |
| 100 m Freistil             | Alexander Popow Russland                                                          | 48.61    | Pieter van den Hoogenband Niederlande                                     | 48.77    | Lars Frölander Schweden                                                                 | 49.24    |
| 200 m Freistil             | Massimiliano Rosolino Italien                                                     | 1:47.31  | Pieter van den Hoogenband Niederlande                                     | 1:47.62  | Paul Palmer Großbritannien                                                              | 1:49.54  |
| 400 m Freistil             | Emiliano Brembilla Italien                                                        | 3:48.56  | Dragoș Coman Rumänien                                                     | 3:48.69  | Paul Palmer Großbritannien                                                              | 3:50.97  |
| 1500 m Freistil            | Ihor Tscherwynskyj Ukraine                                                        | 15:05.31 | Emiliano Brembilla Italien                                                | 15:06.42 | Dragoș Coman Rumänien                                                                   | 15:10.97 |
| 50 m Rücken                | Stev Theloke Deutschland                                                          | 25.60    | Darius Grigalionis Litauen                                                | 25.61    | David Ortega Spanien                                                                    | 26.00    |
| 100 m Rücken               | David Ortega Spanien                                                              | 55.50    | Wolodymyr Nikolajtschuk Ukraine                                           | 55.64    | Derya Büyükuncu Türkei                                                                  | 55.84    |
| 200 m Rücken               | Gordan Kožulj Kroatien                                                            | 1:58.62  | Emanuele Merisi Italien                                                   | 2:00.02  | Yoav Gath Israel                                                                        | 2:00.32  |
| 50 m Brust                 | Mark Warnecke Deutschland                                                         | 27.75    | Oleg Lisogor Ukraine                                                      | 27.81    | Remo Lütolf Schweiz                                                                     | 27.91    |
| 100 m Brust                | Domenico Fioravanti Italien                                                       | 1:02.02  | Jarno Pihlava Finnland                                                    | 1:02.07  | Dmitri Komornikow Russland                                                              | 1:02.11  |
| 200 m Brust                | Dmitri Komornikow Russland                                                        | 2:13.09  | Domenico Fioravanti Italien                                               | 2:14.87  | Maxim Podoprigora Österreich                                                            | 2:15.07  |
| 50 m Schmetterling         | Jere Hård Finnland                                                                | 23.88    | Lars Frölander Schweden                                                   | 23.96    | Mark Foster Großbritannien                                                              | 24.02    |
| 100 m Schmetterling        | Lars Frölander Schweden                                                           | 52.23    | Thomas Rupprath Deutschland                                               | 53.38    | James Hickman UK                                                                        | 53.44    |
| 200 m Schmetterling        | Anatoli Poljakow Russland                                                         | 1:56.73  | James Hickman UK                                                          | 1:58.44  | Ioan Gherghel Rumänien                                                                  | 1:58.54  |
| 200 m Lagen                | Massimiliano Rosolino Italien                                                     | 2:00.62  | Christian Keller Deutschland                                              | 2:02.02  | Xavier Marchand Frankreich                                                              | 2:02.06  |
| 400 m Lagen                | István Batházi Ungarn                                                             | 4:18.51  | Cezar Bădiţă Rumänien                                                     | 4:19.42  | Johann Le Bihan Frankreich                                                              | 4:20.50  |
| Staffel 4 × 100 m Freistil | Russland Denis Pimankow Dmitri Tschernyschow Andrei Kapralow Alexander Popow      | 3:18.75  | Deutschland Stefan Herbst Lars Conrad Christian Tröger Stephan Kunzelmann | 3:19.16  | Frankreich Romain Barnier Nicolas Kintz Hugo Viart Frédérick Bousquet                   | 3:20.37  |
| Staffel 4 × 200 m Freistil | Italien Massimiliano Rosolino Matteo Pelliciari Simone Cercato Emiliano Brembilla | 7:16.52  | Deutschland Michael Kiedel Christian Keller Stefan Herbst Stefan Pohl     | 7:18.96  | Niederlande Martijn Zuijdweg Marcel Wouda Mark van der Zijden Pieter van den Hoogenband | 7:19.91  |
| Staffel 4 × 100 m Lagen    | Russland Wladislaw Aminow Dmitri Komornikow Dmitri Tschernyschow Alexander Popow  | 3:39.29  | Schweden Mattias Ohlin Martin Gustavsson Lars Frölander Stefan Nystrand   | 3:40.43  | Ukraine Wolodymyr Nikolajtschuk Oleg Lisogor Andriy Serdinov Pavel Khnykin              | 3:40.91  |

### Ergebnisse Frauen
| Wettbewerb                 | Gold                                                                            | Gold    | Silber                                                                 | Silber  | Bronze                                                                   | Bronze  |
| -------------------------- | ------------------------------------------------------------------------------- | ------- | ---------------------------------------------------------------------- | ------- | ------------------------------------------------------------------------ | ------- |
| 50 m Freistil              | Therese Alshammar Schweden                                                      | 24.44   | Wilma van Hofwegen Niederlande                                         | 25.46   | Olga Mukomol Ukraine                                                     | 25.54   |
| 100 m Freistil             | Therese Alshammar Schweden                                                      | 54.41   | Martina Moravcová Slowakei                                             | 54.45   | Mette Jacobsen Dänemark                                                  | 55.31   |
| 200 m Freistil             | Natallja Baranouskaja Weißrussland                                              | 1:59.51 | Martina Moravcová Slowakei                                             | 2:00.08 | Camelia Potec Rumänien                                                   | 2:00.32 |
| 400 m Freistil             | Yana Klochkova Ukraine                                                          | 4:09.41 | Natallja Baranouskaja Weißrussland                                     | 4:11.37 | Camelia Potec Rumänien                                                   | 4:11.76 |
| 800 m Freistil             | Flavia Rigamonti Schweiz                                                        | 8:29.16 | Chantal Strasser Schweiz                                               | 8:31.36 | Kirsten Vlieghuis Niederlande                                            | 8:37.94 |
| 50 m Rücken                | Nina Zhivanevskaya Spanien                                                      | 28.76   | Diana Mocanu Rumänien                                                  | 28.85   | Ilona Hlaváčková Tschechien                                              | 29.18   |
| 100 m Rücken               | Nina Zhivanevskaya Spanien                                                      | 1:01.02 | Diana Mocanu Rumänien                                                  | 1:01.54 | Louise Ørnstedt Dänemark                                                 | 1:01.88 |
| 200 m Rücken               | Nina Zhivanevskaya Spanien                                                      | 2:09.53 | Diana Mocanu Rumänien                                                  | 2:11.62 | Antje Buschschulte Deutschland                                           | 2:12.04 |
| 50 m Brust                 | Ágnes Kovács Ungarn                                                             | 31.68   | Zoë Baker Großbritannien                                               | 32.00   | Sylvia Gerasch Deutschland                                               | 32.02   |
| 100 m Brust                | Ágnes Kovács Ungarn                                                             | 1:08.38 | Sylvia Gerasch Deutschland                                             | 1:09.28 | Switlana Bondarenko Ukraine                                              | 1:09.81 |
| 200 m Brust                | Beatrice Câșlaru Rumänien                                                       | 2:26.76 | Ágnes Kovács Ungarn                                                    | 2:26.85 | Karine Brémond Frankreich                                                | 2:28.20 |
| 50 m Schmetterling         | Anna-Karin Kammerling Schweden                                                  | 26.40   | Karen Egdal Dänemark                                                   | 26.97   | Martina Moravcová Slowakei                                               | 26.98   |
| 100 m Schmetterling        | Martina Moravcová Slowakei                                                      | 58.72   | Otylia Jędrzejczak Polen                                               | 58.97   | Johanna Sjöberg Schweden                                                 | 59.29   |
| 200 m Schmetterling        | Otylia Jędrzejczak Polen                                                        | 2:08.63 | Mette Jacobsen Dänemark                                                | 2:08.77 | Mireia García Spanien                                                    | 2:10.44 |
| 200 m Lagen                | Yana Klochkova Ukraine Beatrice Câșlaru Rumänien                                | 2:12.57 |                                                                        |         | Sue Rolph Großbritannien                                                 | 2:15.82 |
| 400 m Lagen                | Yana Klochkova Ukraine                                                          | 4:39.78 | Beatrice Câșlaru Rumänien                                              | 4:41.64 | Yseult Gervy Belgien                                                     | 4:46.15 |
| 4 × 100 m Freistil Staffel | Schweden Louise Jöhncke Johanna Sjöberg Anna-Karin Kammerling Therese Alshammar | 3:42.38 | Italien Luisa Striani Sara Parise Cecilia Vianini Cristina Chiuso      | 3:45.31 | Belgien Nina van Koeckhoven Liesbet Dreesen Sofie Goffin Tine Bossuyt    | 3:46.42 |
| 4 × 200 m Freistil Staffel | Rumänien Camelia Potec Simona Păduraru Ioana Diaconescu Beatrice Câșlaru        | 8:03.17 | Italien Luisa Striani Cecilia Vianini Sara Parise Sara Goffi           | 8:08.14 | Frankreich Solenne Figuès Laetitia Choux Katarine Quelennec Alicia Bozon | 8:08.30 |
| 4 × 100 m Lagenstaffel     | Schweden Therese Alshammar Emma Igelström Johanna Sjöberg Louise Jöhncke        | 4:06.00 | Belgien Sofie Wolfs Brigitte Becue Fabienne Dufour Nina van Koeckhoven | 4:09.52 | Rumänien Raluca Udroiu Beatrice Câșlaru Diana Mocanu Camelia Potec       | 4:10.05 |

## Freiwasserschwimmen

### Ergebnisse Männer
| Wettbewerb | Gold           | Gold      | Silber          | Silber    | Bronze     | Bronze    |
| ---------- | -------------- | --------- | --------------- | --------- | ---------- | --------- |
| 5 km       | Luca Baldini   | 55:13.1   | Fabio Venturini | 55:16.4   | David Meca | 55:35.3   |
| 25 km      | Stéphane Lecat | 5:05:22.5 | David Meca      | 5:05:28.9 | Fabio Fusi | 5:06:25.5 |

### Ergebnisse Frauen
| Wettbewerb | Gold         | Gold      | Silber         | Silber    | Bronze           | Bronze    |
| ---------- | ------------ | --------- | -------------- | --------- | ---------------- | --------- |
| 5 km       | Peggy Büchse | 1:00:26.6 | Britta Kamrau  | 1:00:40.9 | Jana Pechanová   | 1:00.41.6 |
| 25 km      | Peggy Büchse | 5:22:11.1 | Edith van Dijk | 5:24:47.0 | Valeria Casprini | 5:24:52.7 |

## Kunst- und Turmspringen

### Ergebnisse Männer
| Wettbewerb        | Gold                                         | Silber                                     | Bronze                                      |
| ----------------- | -------------------------------------------- | ------------------------------------------ | ------------------------------------------- |
| 1 Meter           | Alexander Mesch Deutschland                  | Dmitriy Baibakov Russland                  | Joona Puhakka Finnland                      |
| 3 Meter           | Dmitri Sautin Russland                       | Stefan Ahrens Deutschland                  | Alexander Dobroskok Russland                |
| 10 Meter          | Dmitri Sautin Russland                       | Heiko Meyer Deutschland                    | Igor Lukaschin Russland                     |
| 3 Meter Synchron  | Deutschland Tobias Schellenberg Andreas Wels | Russland Alexander Dobroskok Dmitri Sautin | Spanien Rafael Álvarez José Miguel Gil      |
| 10 Meter Synchron | Russland Dmitri Sautin Igor Lukaschin        | Ukraine Oleksandr Skrypnyk Roman Wolodkow  | Großbritannien Leon Taylor Peter Waterfield |

### Ergebnisse Frauen
| Wettbewerb        | Gold                                  | Silber                                    | Bronze                                                |
| ----------------- | ------------------------------------- | ----------------------------------------- | ----------------------------------------------------- |
| 1 Meter           | Wera Iljina Russland                  | Heike Fischer Deutschland                 | Natalja Umyskowa Russland                             |
| 3 Meter           | Julija Pachalina Russland             | Dörte Lindner Deutschland                 | Anna Lindberg Schweden                                |
| 10 Meter          | Swetlana Timoschinina Russland        | Ute Wetzig Deutschland                    | Olena Schupina Ukraine                                |
| 3 Meter Synchron  | Russland Wera Iljina Julija Pachalina | Deutschland Dörte Lindner Conny Schmalfuß | Ukraine Hanna Sorokina Olena Schupina                 |
| 10 Meter Synchron | Deutschland Ute Wetzig Anke Piper     | Ukraine Olha Leonowa Olena Schupina       | Russland Jewgenija Olschewskaja Swetlana Timoschinina |

## Synchronschwimmen
| Wettbewerb | Gold                                      | Silber                                   | Bronze                              |
| ---------- | ----------------------------------------- | ---------------------------------------- | ----------------------------------- |
| Einzel     | Virginie Dedieu Frankreich                | Anastassija Dawydowa Russland            | Gemma Mengual Spanien               |
| Duett      | Russland Olga Brusnikina Maria Kisseljowa | Frankreich Virginie Dedieu Myriam Lignot | Spanien Gemma Mengual Paola Tirados |
| Gruppe     | Russland                                  | Frankreich                               | Italien                             |